# Кононовка (посёлок, Черкасская область)
Кононовка (укр. Кононівка) — посёлок в Драбовском районе Черкасской области Украины.
Население по переписи 2001 года составляло 522 человека. Почтовый индекс — 19810.

## Местный совет
19810, Черкасская обл., Драбовский р-н, с. Кононовка, ул. Парковая, 1